# Yutaka Nakamura
Pour les articles homonymes, voir Nakamura.
Yutaka Nakamura (中村 豊, Nakamura Yutaka) est un animateur et directeur d'animation japonais né le 22 décembre 1967.
Il est principalement connu pour son travail sur les séries du studio Bones et son style d'animation d'explosions et de débris à base de formes cubiques.

## Biographie

### Jeunesse et formation
Nakamura naît le 22 décembre 1967, dans la préfecture de Fukuoka.
Alors qu'il est au lycée, un ami lui fait une farce en lui faisant livrer plus de cinquante brochures d'inscription à des universités ou instituts supérieurs, il remarque au sein de celles-ci la Yoyogi Animation Academy, ce qui l'amène à s'intéresser au dessin et à l'animation, et à finalement s'y inscrire.
Après avoir obtenu son diplôme en animation, il rejoint le studio Adcosmo, qui est à l'époque régulièrement engagé comme sous-traitant pour travailler sur des séries des studios Toei Animation et Sunrise.

### Carrière d'animateur
Il débute comme intervalliste sur la série de 1988 Sakigake!! Otokojuku, avant de passer animateur clé l'année suivante sur la série Kariage-kun. Plus tard, il occupe également des postes de directeur d'animation dédié aux mecha sur les deux itérations animées de Tekkaman Blade (en).
En 1991, il quitte le studio Adcosmo, six mois après son dernier travail, sur The Brave of Sun Fighbird (en) et travaille temporairement au studio Art Office Sharaku, avant de rejoindre le studio Anime ToroToro en 1994,, un petit studio principalement dédié à du travail contractuel ou de sous-traitance pour d'autres studios, comme Ghibli, Madhouse, ou même Disney.
C'est à cette époque qu'il participe à des séries comme Vision d'Escaflowne ou Cowboy Bebop, produits chez Sunrise. Il attire alors en particulier l'attention pour ses scènes d'action dans Cowboy Bebop.
Après la création du studio Bones par des anciens de Sunrise sur le départ, il participe également aux productions de ce nouveau studio, en particulier les deux films faisant suite aux deux séries de Sunrise en question : Escaflowne : Une fille sur Gaïa  et Cowboy Bebop: Knockin' on Heaven's Door.
Il participe depuis majoritairement aux séries du studio Bones, ses scènes étant souvent remarquées pour leur style très identifiable et leur qualité, comme dans My Hero Academia,, Blood Blockade Battlefront, Mob Psycho 100, Soul Eater, Concrete Revolutio, ou encore la série de films Towa no Quon (en). Il est notable pour ne travailler quasi-exclusivement que pour ce seul studio sans y avoir un poste élevé (par exemple de réalisateur).
Certains le suspectent toutefois d'avoir animé pour des séries en dehors de chez Bones, sous pseudonyme, en particulier pour One Punch-Man en 2015 (sous le nom de Yataro Takahashi), puis pour Frieren (sous le nom de Kohaku) et Buddy Daddies (sous le nom de Yutaka Takahashi) en 2023,.

## Style et influences
Nakamura est considéré depuis le début des années 2000 comme un animateur de renom, spécialisé dans les scènes d'action dont il a souvent la charge,.
Son travail pour la série Cowboy Bebop a attiré l'attention autant pour ses scènes d'action que ses animations subtiles et réalistes de mouvements des personnages, l'amenant à être nommé directeur d'animation et responsable du story-board pour les scènes d'action du film suivant la série, Knockin' on Heaven's Door. Le style de Nakamura est caractérisé par des mouvements lents et très découpés, dessinés avec des contours fins ou flous, et avec une grande maîtrise de l'espace et de l'environnement, particulièrement pour mettre l'emphase sur un coup porté ou les dégâts d'une attaque lors d'un combat,.
Nakamura a également gagné en renommée pour son animation de débris d'explosion, fréquents dans ses scènes, sous la forme de motifs cubiques, parfois appelés « yutapon cubes », Yutapon étant son propre surnom,,. Ce style est principalement inspiré d'animateurs comme Satoru Utsunomiya (ja) qu'il a voulu imiter à sa manière.

## Filmographie
Sauf mention contraire explicite, les informations de cette section sont tirées des cartons de crédits des œuvres mentionnées, ou de bases de données compilant ces mêmes crédits,,.

### Séries principales
| Année     | Titre                                   | Rôle(s)                                                |
| --------- | --------------------------------------- | ------------------------------------------------------ |
| 1988      | Sakigake!! Otokojuku                    | Intervalles                                            |
| 1988–1989 | Caroline (Himitsu no Akko-chan)         | Animation clé, intervalles                             |
| 1989–1990 | Kariage-kun                             | Animation clé                                          |
| 1990–1991 | Brave Exkaiser (en)                     | Animation clé                                          |
| 1991–1992 | The Brave of Sun Fighbird (en)          | Animation clé                                          |
| 1992–1993 | Tekkaman Blade (en)                     | Directeur d'animation, animation clé                   |
| 1992–1995 | Cooking Papa (en)                       | Animation clé                                          |
| 1994–1995 | Tekkaman Blade II (en)                  | Directeur d'animation, animation clé                   |
| 1994–1995 | Mobile Fighter G Gundam                 | Animation clé                                          |
| 1995      | Zenki (en)                              | Animation clé                                          |
| 1995–1996 | Ninku (en)                              | Animation clé                                          |
| 1995–1996 | Neon Genesis Evangelion                 | Animation clé                                          |
| 1996      | Vision d'Escaflowne                     | Animation clé                                          |
| 1996–1997 | Reideen the Superior                    | Animation clé                                          |
| 1998      | Generator Gawl (en)                     | Directeur d'animation, animation clé                   |
| 1998–1999 | Cowboy Bebop                            | Animation clé                                          |
| 2000      | Medabots                                | Animation clé                                          |
| 2002      | RahXephon                               | Animation clé                                          |
| 2002–2003 | Ghost in the Shell: Stand Alone Complex | Animation clé                                          |
| 2003      | Wolf's Rain                             | Assistant directeur d'animation, animation clé         |
| 2003–2004 | Fullmetal Alchemist                     | Réalisation et story-board de générique, animation clé |
| 2004      | Kurau Phantom Memory (en)               | Animation clé                                          |
| 2005–2006 | Eureka Seven                            | Animation clé                                          |
| 2008–2009 | Soul Eater                              | Animation clé                                          |
| 2010–2011 | Star Driver (en)                        | Animation clé                                          |
| 2011      | Un-Go                                   | Assistant directeur d'animation, animation clé         |
| 2014      | Space Dandy                             | Animation clé, character design additionnel            |
| 2015      | Blood Blockade Battlefront              | Animation clé                                          |
| 2015      | Concrete Revolutio                      | Animation clé                                          |
| 2016      | Concrete Revolutio - The Last Song      | Animation clé                                          |
| 2016      | Mob Psycho 100                          | Animation clé                                          |
| 2017      | My Hero Academia (saison 2)             | Animation clé                                          |
| 2017      | Blood Blockade Battlefront &Beyond      | Animation clé                                          |
| 2018      | My Hero Academia (saison 3)             | Animation clé                                          |
| 2019–2020 | My Hero Academia (saison 4)             | Animation clé                                          |
| 2022      | Mob Psycho 100 III                      | Animation clé                                          |
| 2022–2023 | My Hero Academia (saison 6)             | Story-board de générique, animation clé                |

### Films
| Année | Titre                                                  | Rôle(s)                                           |
| ----- | ------------------------------------------------------ | ------------------------------------------------- |
| 1989  | Caroline (film)                                        | Intervalles                                       |
| 1991  | Dragon Ball Z : La Revanche de Cooler                  | Animation clé                                     |
| 1995  | La Légende de Crystania (film)                         | Animation clé                                     |
| 1998  | Nadesico: Prince of Darkness                           | Animation clé                                     |
| 1998  | Mobile Suit Gundam : The 08th MS Team, Miller's Report | Animation clé                                     |
| 2000  | Escaflowne : Une fille sur Gaïa                        | Animation clé                                     |
| 2000  | Blood: The Last Vampire                                | Animation clé                                     |
| 2001  | Cowboy Bebop: Knockin' on Heaven's Door                | Directeur d'animation, story-board, animation clé |
| 2003  | Sword of the Stranger - Pilot                          | Animation clé                                     |
| 2005  | Fullmetal Alchemist: Conqueror of Shamballa            | Sous-réalisateur, story-board, animation clé      |
| 2007  | Sword of the Stranger                                  | Animation clé                                     |
| 2011  | Towa no Quon (en)                                      | Story-board, animation clé                        |
| 2013  | Star Driver - The Movie (en)                           | Animation clé                                     |
| 2018  | My Hero Academia: Two Heroes                           | Animation clé                                     |
| 2019  | My Hero Academia: Heroes Rising                        | Animation clé                                     |
| 2021  | My Hero Academia: World Heroes' Mission                | Animation clé                                     |
| 2021  | EUREKA: Eureka Seven Hi-Evolution                      | Directeur d'animation                             |

### Autres
| Année     | Titre                                        | Type      | Rôle(s)                              |
| --------- | -------------------------------------------- | --------- | ------------------------------------ |
| 1989      | Mobile Suit Gundam 0080 : War in the Pocket  | OVA       | Intervalles                          |
| 1991–1992 | Shurato                                      | OVA       | Animation clé                        |
| 1992      | Apfelland Monogatari                         | OVA       | Animation clé                        |
| 1997      | Zenki Gaiden (en)                            | OVA       | Animation clé                        |
| 1997      | Wild Cardz (en) (Jaja-uma Quartet)           | OVA       | Animation clé                        |
| 1998      | Tekkaman Blade - TWIN BLOOD (en)             | OVA       | Directeur d'animation, animation clé |
| 1998      | Xenogears                                    | Jeu vidéo | Animation clé (cinématiques)         |
| 2010      | Darker than Black: Gaiden                    | OVA       | Animation clé                        |
| 2020      | Pokémon - Gotcha! (Bump of Chicken - Acacia) | Clip      | Animation clé                        |